# Charles Johnston (Politiker)
Charles Johnston (* 14. Februar 1793 in Salisbury, Connecticut; † 1. September 1845 in Poughkeepsie, New York) war ein US-amerikanischer Jurist und Politiker. Zwischen 1839 und 1841 vertrat er den Bundesstaat New York im US-Repräsentantenhaus.

## Werdegang
Charles Johnston besuchte Gemeinschaftsschulen. Dann zog er nach Poughkeepsie. Johnston studierte Jura. Nach dem Erhalt seiner Zulassung als Anwalt begann er zu praktizieren. Politisch gehörte Johnston der Whig Party an. Bei den Kongresswahlen des Jahres 1838 wurde er im fünften Wahlbezirk von New York in das US-Repräsentantenhaus in Washington, D.C. gewählt, wo er am 4. März 1839 die Nachfolge von Obadiah Titus antrat. Im Jahr 1840 erlitt er bei seiner Wiederwahlkandidatur eine Niederlage und schied nach dem 3. März 1841 aus dem Kongress aus. Danach war er in Poughkeepsie bis zu seinem Tod am 1. September 1845 als Anwalt tätig. Sein Leichnam wurde auf dem Friedhof der Christ Episcopal Church beigesetzt und 1861 auf den Rural Cemetery umgebettet.